# Балканы (посёлок)
Балка́ны — посёлок в Нагайбакском районе Челябинской области России. Административный центр Балканского сельского поселения.

## История
Село основано в 1842 году. Названо в память о Балканских войнах. 20 июня 1933 года постановлением ВЦИК рабочий посёлок Балканский переименован в Балканы. 

## Население
| 1959 | 2002 | 2010 |
| ---- | ---- | ---- |
| 4406 | ↘656 | ↘507 |

### Половой состав
По данным Всероссийской переписи, в 2010 году численность населения посёлка составляла 507 человек (229 мужчин и 278 женщин).

## Улицы
| - ул. Ленина, - ул. Луговая, - ул. Механизаторов, - ул. Мира, | - ул. Молодёжная, - ул. Набережная, - ул. Нагорная, - ул. Октябрьская, | - ул. Придорожная, - ул. Советская, - ул. Школьная. |